# 1830
1830 (MDCCCXXX) fue un año común comenzado en viernes según el calendario gregoriano.

## Acontecimientos

### Enero
- 1 de enero: en México, Anastasio Bustamante se convierte en el cuarto presidente de ese país.
- 20 de enero: en la apertura del Congreso Admirable, el general Simón Bolívar presenta su renuncia a la presidencia de la Gran Colombia.
- 31 de enero: en Francia, el Consejo de Ministros decide lanzar una acción militar directa en contra de Argelia para poner fin a la piratería en el Mediterráneo.

### Febrero
- 3 de febrero: el Protocolo de Londres establece la independencia y soberanía de Grecia respecto al Imperio otomano, como consecuencia del resultado final de la Guerra de independencia de Grecia.
- 25 de febrero: en la Argentina, la Batalla de Oncativo da la preeminencia al Partido Unitario en todo el interior del país.

### Marzo
- 11 de marzo: en Michoacán (México), Juan José Codallos se pronuncia en contra del gobierno de Anastasio Bustamante y pronto encuentra apoyo en Vicente Guerrero y Juan N. Álvarez, dando inicio a la llamada Guerra del Sur.
- 11 de marzo: en el Teatro La Fenice de Venecia se estrena la ópera I Capuleti e i Montecchi, de Bellini.
- 17 de marzo: en el Teatro Nacional de Varsovia, Frederik Chopin estrena el Concierto n.º 2 en fa menor.
- 18 de marzo: Fernando VII cambia la ley para permitir que su hija le suceda en el trono.

### Abril
- 6 de abril: en Nueva York, Joseph Smith funda la Iglesia de Jesucristo de los Santos de los Últimos Días (iglesia mormona).

### Mayo
- 4 de mayo: Simón Bolívar renuncia a la presidencia de la Gran Colombia. El Congreso nombra a Joaquín Mosquera como sucesor pero el vicepresidente Domingo Caicedo entra en funciones hasta la llegada de Mosquera a Bogotá.
- 6 de mayo: Venezuela se separa de la Gran Colombia y así mismo elabora su primera Constitución.
- 13 de mayo: Ecuador se separa de la Gran Colombia.
- 28 de mayo: Andrew Jackson firma el Acta de Remoción de los Indios que autoriza la movilización forzosa de los indios nativos al oeste del río Misisipi.

### Junio
- 4 de junio: en la montaña de Berruecos (Colombia) es asesinado el líder revolucionario y militar venezolano Antonio José de Sucre.
- 11 de junio: en El Chacay, cerca del fortín Malargüe (Argentina) los caciques pehuenches Coleto y Mulato ―bajo las órdenes de los Hermanos Pincheira― matan al gobernador federal Juan Corvalán (43), al diputado Juan Agustín Maza (46) y al coronel José Aldao (42).
- 12 de junio: en el condado chino de Cixian un fuerte terremoto de 7,5 deja más de 7.400 muertos.
- 13 de junio: Joaquín Mosquera sucede a Domingo Caicedo en la presidencia de la Gran Colombia.
- 26 de junio: Guillermo IV asciende al trono del Reino Unido.

### Julio
- 18 de julio: La República Oriental del Uruguay adopta su primera Constitución.
- 20 de julio: Grecia otorga la ciudadanía a los judíos.
- 26 de julio: Carlos X de Francia publica las Ordenanzas de Saint Cloud, suprimiendo la libertad de prensa.
- 27 de julio: Adolphe Thiers inicia desde la redacción de su periódico, El Nacional, la Revolución de Julio.
- 29 de julio: Luis Felipe de Orleans es proclamado sucesor del trono de Francia.

### Agosto
- 2 de agosto: Carlos X de Francia abdica en favor de su hijo Luis XIX y este a su vez lo hace en su sobrino Enrique V.
- 7 de agosto: en Francia, Luis Felipe de Orléans impone una monarquía liberal demócrata.
- 30 de agosto: en la Batalla de Texca (México), los rebeldes que apoyan a Vicente Guerrero derrotan a las tropas del gobierno comandadas por José Gabriel de Armijo.

### Septiembre
- 5 de septiembre: en la Gran Colombia el general bolivariano Rafael Urdaneta derroca al presidente Joaquín Mosquera.
- 14 de septiembre: en Chile, el naturalista francés Claudio Gay funda el Museo Nacional de Historia Natural de ese país.
- 15 de septiembre: en Gran Bretaña se inaugura la línea de ferrocarril de Mánchester a Liverpool.
- 22 de septiembre: en Ecuador, Juan José Flores es nombrado primer presidente de ese país
- 22 de septiembre: Fryderyk Chopin termina de componer el Concierto n.º 1 en mi menor.
- 22 de septiembre: en Venezuela el congreso de Valencia aprueba la Constitución, elaborada el 6 de mayo del mismo año.

### Octubre
- 4 de octubre: en Bélgica, una revolución proclama su independencia de los Países Bajos.
- 13 de octubre: en México, el Congreso General separa al Estado Interno de Occidente en dos estados, el Estado de Sonora y el Estado de Sinaloa.
- 25 de octubre: en Bolivia se funda la Universidad Mayor de San Andrés en la ciudad de La Paz, la cual años después se convertiría en una de las más grandes e importantes universidades públicas del país.
- 28 de octubre: en las márgenes del arroyo Maldonado ―en las afueras de Buenos Aires―, en el marco de la Revolución de los Restauradores, las fuerzas rosistas (a favor de Juan Manuel de Rosas) lideradas por el general Félix Olazábal, derrotan a los antirrosistas al mando del coronel Martín Hidalgo.

### Noviembre
- 4 de noviembre: en Buenos Aires (Argentina) ―en el marco de la Revolución de los Restauradores― renuncia el gobernador Juan Ramón Balcarce. El general Juan José Viamonte ―un moderado― asume como gobernador interino
- 13 de noviembre: Ecuador elabora su primera Constitución.
- 19 de noviembre: Ecuador se levanta en vigencia la primera Constitución.
- 22 de noviembre: Polonia se levanta contra Rusia.
- 27 de noviembre: en París, la joven monja francesa Catalina Labouré (1806-1876) declara que se le apareció la Virgen de la Medalla Milagrosa.
- 19 de noviembre: en Ocaña (Colombia) se disuelve la Gran Colombia.
- 29 de noviembre: en Varsovia se produce el Levantamiento de Noviembre, inicio de la revolución y contra el imperio ruso dominante.

### Diciembre
- 5 de diciembre: en París, Héctor Berlioz estrena la Sinfonía fantástica.
- 17 de diciembre: en Santa Marta (Colombia) muere Simón Bolívar.
- 20 de diciembre: Francia e Inglaterra reconocen la independencia de Bélgica.

## Arte y literatura
- 25 de febrero: en París se estrena Hernani de Víctor Hugo. La noche del estreno termina en trifulca entre los defensores del teatro tradicional y los partidarios del Romanticismo.
- Stendhal: Rojo y negro.
- Honorato de Balzac: Adiós.
- Alfred Tennyson: Poemas principalmente líricos.
- Eugène Delacroix pinta La Libertad guiando al pueblo.

## Ciencia y tecnología
- Michael Faraday y Joseph Henry descubren la inducción electromagnética.
- Joseph Lister mejora el diseño del microscopio.
- Charles Lyell publica sus Principios de geología.
- Nikolái Lobachevski publica Principios de geometría.

## Nacimientos

### Enero
- 7 de enero: Albert Bierstadt, pintor estadounidense (f. 1902).
- 8 de enero: Hans von Bülow, director de orquesta y pianista alemán (f. 1894).

### Febrero
- 5 de febrero: Matilde Vernet y Sáez, primera persona de la que se tenga registro oficial en nacer en las Islas Malvinas y primera descendiente de argentinos antes de la ocupación británica del territorio en 1833 (f. 1924).
- 11 de febrero: Hans Bronsart von Schellendorff, pianista, director de orquesta y compositor alemán (f. 1913).
- 21 de febrero: Henry Wallis, pintor británico.

### Marzo
- 13 de marzo: José Marco y Sanchís, escritor español (f. 1895).
- 15 de marzo: Paul von Heyse, escritor alemán, premio nobel de literatura en 1910.
- 15 de marzo: Elisée Reclus, geógrafo francés, miembro de la Internacional Socialista.

### Junio
- 5 de junio: Carmine Crocco, brigante italiano (f. 1905).
- 8 de junio: Juan Manuel Blanes, pintor y artista uruguayo (f. 1901).
- 22 de junio: Theodor Leschetizki, pianista y compositor polaco (f. 1915).

### Julio
- 10 de julio: Camille Pissarro, pintor impresionista francés (f. 1903).

### Agosto
- 18 de agosto: Francisco José, emperador austriaco desde 1848 (f. 1916).
- 16 de agosto: Diego Barros Arana, pedagogo, diplomático e historiador chileno (f. 1907).
- 19 de agosto: Julius Lothar Meyer, químico alemán, pionero en el desarrollo de la tabla periódica (f. 1895).

### Septiembre
- 8 de septiembre: Frédéric Mistral, poeta francés, premio nobel de literatura en 1904 (f. 1914).
- 15 de septiembre: Porfirio Díaz, militar y presidente mexicano (f. 1915).[1]

### Octubre
- 10 de octubre: Isabel II, aristócrata española, reina entre 1833 y 1868.

### Diciembre
- 3 de diciembre: Francisco Menéndez Valdivieso, político salvadoreño (f. 1890).
- 10 de diciembre: Emily Dickinson, poetisa estadounidense (f. 1886).
- 17 de diciembre: Jules de Goncourt, escritor francés (f. 1870).

### Fechas desconocidas
- Manuel Herrera, militar venezolano (f. 1887).

## Fallecimientos

### Enero
- 7 de enero: Thomas Lawrence, pintor británico.
- 7 de enero: Carlota Joaquina de Borbón, aristócrata española, reina de Portugal (n. 1775).

### Marzo
- 20 de marzo: Antonio Pascual Narbona, militar y gobernador mexicano (n. 1773).

### Mayo
- 16 de mayo: Jean-Baptiste Joseph Fourier, matemático y físico francés (n. 1768).

### Junio
- 4 de junio: Antonio José de Sucre, líder revolucionario y militar venezolano (n. 1795).
- 11 de junio: José Aldao (42), militar argentino; asesinado (n. 1788).
- 11 de junio: Juan Corvalán, militar y político argentino; asesinado (n. 1787).
- 11 de junio: Juan Agustín Maza (46), diputado argentino; asesinado (n. 1784).
- 26 de junio: Jorge IV, rey británico (n. 1762).

### Agosto
- 24 de agosto: Louis Pierre Vieillot, un ornitólogo francés.
- 30 de agosto: José Gabriel de Armijo, militar mexicano (n. 1714).

### Octubre
- 11 de octubre: José de La Mar, militar y presidente peruano (n. 1776).
- 18 de octubre: Juan Sempere y Guarinos, político, economista y jurista español.

### Noviembre
- 9 de noviembre: Jan Śniadecki, matemático, astrónomo y filósofo polaco (n. 1756).
- 18 de noviembre: Adam Weishaupt, teólogo alemán (n. 1748).

### Diciembre
- 1 de diciembre: Pío VIII, papa italiano (n. 1761).
- 8 de diciembre: Benjamin Constant de Rebecque, político y escritor francés de origen suizo (n. 1767).
- 17 de diciembre: Simón Bolívar, líder revolucionario, militar y estadista venezolano (n. 1783).